# جوزيف غرين (كاتب)
جوزيف غرين (بالإنجليزية: Joseph Greene)‏ (1 أغسطس 1914 - 1990)؛ كاتِب مُتخصِّص في أدب الأطفال، سيناريست وروائي أمريكي.

## روابط خارجية
- جوزيف غرين على موقع قاعدة بيانات الفيلم (الإنجليزية)